# Impressions Games
Impressions Games fue fundada por David Lester (en la actualidad contribuidor de los estudios Firefly en Reino Unido). La empresa se especificó en el desarrollo de videojuegos y más aún al ser vendida por su fundador a Sierra Entertainment en 1995, para ser más tarde adquirida por Cendant y en última instancia, por Vivendi Universal (ahora conocida como Vivendi SA).
El estudio se clausuró en abril de 2004, cuando Vivendi Universal ya había cerrado la mayor parte de los estudios que se especializaban en el desarrollo de videojuegos. Muchos miembros de la empresa pasaron a ser parte de Tilted Mill Entertainment y el último videojuego puesto en venta por la compañía fue Lords of the Realm III.

## Trayectoria
Tras ser la compañía adquirida por Sierra Entertainment en 1995, se lanzó Caesar II, que resultó tener un gran éxito y una alta demanda comercial. En el mismo año y después de mucho tiempo dirigiendo David Lester la compañía, pasó esta a liderazgo de Chris Beatrice, que supervisó el desarrollo de la mayoría de los títulos restantes lanzados. Durante la creación de Lords of the Realm III, por un problema de gestión, Chris Beatrice y gran parte de la directiva dejaron la empresa, para formar un nuevo estudio llamado Tilted Mill Software. David Lester con el tiempo pasa a formar parte de Firefly Studios con Simon Bradbury y Eric Ouellette, acto que se considera el segundo de los vástagos principales ocurridos en Impressions Games. Edward Grabowski, personaje que fue crucial en la fundación de la empresa, pasa a desarrollar videojuegos de simulaciones de carreras y de gestión para Microprose, aunque luego independizándose, creando videojuegos mediante su propia compañía, llamada Edward Grabowski Communications, Ltd.
En los últimos años de vida de Impressions Games, Mike Ryder, expresidente de Sierra Entertainment, hace un cambio en la gestión de la empresa en octubre de 2001, durante el desarrollo de Lords of the Realm III, por lo que Rod Nakamoto se instala como el nuevo director, marcando así el fin de la empresa con el videojuego Lords III, lanzado a la venta en marzo de 2004.

## Videojuegos
Entre los variados videojuegos desarrollados por Impressions Games, los más cotizados y populares fueron los de estrategia histórica, y la empresa es comúnmente conocida por la amplia gama de videojuegos de construcción de ciudades, entre los que se cuentan Caesar, Faraón, Señor del Olimpo - Zeus, Emperador: El Nacimiento de China, etc. También, el género de simulación de negocios fue muy desarrollado por Impressions Games, con títulos como Air Bucks o Ultimate Soccer Manager.

### Videojuegos lanzados
| Nombre del videojuego                        | Fecha de lanzamiento | Plataforma                                              |
| -------------------------------------------- | -------------------- | ------------------------------------------------------- |
| 1000cc Turbo                                 | 1990                 | Amiga                                                   |
| 10 Spiele-Hits Vol. 1                        | 2003                 | Windows                                                 |
| Acrópolis                                    | 2001                 | Windows                                                 |
| Air Bucks                                    | 1992                 | Amiga, Atari ST, DOS                                    |
| Air Force Commander                          | 2001                 | Amiga, DOS                                              |
| Breach 2                                     | 1990                 | Amiga, Atari ST, DOS                                    |
| Breach 3                                     | 1995                 | DOS                                                     |
| Brickbuster                                  | 1995                 | Windows                                                 |
| Caesar                                       | 1992                 | Amiga, Atari ST, DOS, Macintosh                         |
| Caesar - Gold Edition                        | 1997                 | Windows                                                 |
| Caesar II                                    | 1995                 | DOS, Macintosh, Windows                                 |
| Caesar III                                   | 1998                 | Macintosh, Windows                                      |
| Caesar (Platinum)                            | 1999                 | Windows                                                 |
| Casino De Luxe                               | 1995                 | Windows                                                 |
| Cleopatra: Reina del Nilo                    | 2000                 | Windows                                                 |
| Cohort: Fighting For Rome                    | 1991                 | Amiga, Atari ST, DOS                                    |
| Cohort II                                    | 1993                 | Amiga, Atari ST, DOS                                    |
| Conquest of Japan                            | 1992                 | Amiga, DOS                                              |
| Crime City                                   | 1992                 | Amiga, Atari ST, DOS                                    |
| Charge of the Light Brigade                  | 1991                 | Amiga, Atari ST, DOS                                    |
| Detroit                                      | 1993                 | Amiga, DOS                                              |
| Discovery: In the Steps of Columbus          | 1992                 | Amiga, DOS                                              |
| Emperador: El Nacimiento de China            | 2002                 | Windows                                                 |
| Faraón                                       | 1999                 | Windows                                                 |
| Faraón: Gold Edition                         | 2001                 | Windows                                                 |
| Front Lines                                  | 1994                 | DOS                                                     |
| Global Domination                            | 1993                 | Amiga, DOS                                              |
| Grant - Lee - Sherman: Civil War 2: Generals | 1997                 | Windows                                                 |
| High Seas Trader                             | 1995                 | Amiga, DOS                                              |
| Kenny Dalglish Soccer Manager                | 1989                 | Commodore 64, ZX Spectrum                               |
| Kenny Dalglish Soccer Match                  | 1989                 | Amiga, Amstrad CPC, Atari ST, Commodore 64, ZX Spectrum |
| Legendary Lords                              | 2000                 | Windows                                                 |
| Lords of Magic                               | 1997                 | Windows                                                 |
| Lords of Magic: Legends of Urak              | 1998                 | Windows                                                 |
| Lords of Magic (Special Edition)             | 1998                 | Windows                                                 |
| Lords of the Realm                           | 1994                 | Windows                                                 |
| Lords of the Realm II                        | 1996                 | Windows, DOS                                            |
| Lords of the Realm III                       | 2004                 | Windows                                                 |
| Lords of the Realm II (Royal Edition)        | 1997                 | Windows, DOS                                            |
| Megapak 7                                    | 1997                 | Windows, DOS                                            |
| Merchant Colony                              | 1991                 | Amiga, Atari ST, DOS                                    |
| Paladin II                                   | 1992                 | Amiga, Atari ST, DOS                                    |
| Powerhouse                                   | 1995                 | Windows, DOS                                            |
| Robert E. Lee: Civil War General             | 1996                 | Windows                                                 |
| Rorke's Drift                                | 1990                 | Amiga, Atari ST, DOS                                    |
| Rules of Engagement 2                        | 1993                 | Amiga, DOS                                              |
| Rise and Rule of Ancient Empires             | 1996                 | Windows                                                 |
| Señor del Olimpo - Zeus                      | 2000                 | Windows                                                 |
| Señor de la Atlántida - Poseidón             | 2001                 | Windows                                                 |
| Space Bucks                                  | 1996                 | Windows                                                 |
| Strategy: 3 Games Of Power And Glory         | 1998                 | Windows                                                 |
| Tee Off!                                     | 1989                 | Amiga, Atari ST                                         |
| Twenty Wargame Classics                      | 1996                 | DOS                                                     |
| Ultimate Soccer Manager                      | 1995                 | Amiga, DOS                                              |
| Ultimate Soccer Manager 2                    | 1996                 | DOS                                                     |
| Ultimate Soccer Manager 98                   | 1998                 | Windows                                                 |
| Ultimate Soccer Manager 98-99                | 1999                 | Windows                                                 |
| Universe 3                                   | 1989                 | Amiga, Atari ST                                         |
| When Two Worlds War                          | 1993                 | Amiga, DOS                                              |